# 州 (東ドイツ)

1947年時点のソビエト軍占領地域（後の東ドイツ）と東ベルリン

この項目では、連合軍軍政期のドイツ東部を占領したソビエト連邦（在独軍政府）が設置し、1952年までドイツ民主共和国（東ドイツ）の地方行政区画として機能していた州（ドイツ語: Länder）について説明する。

## 概要
第二次世界大戦で敗北したドイツ国（ナチス・ドイツ）は連合国の軍政下に置かれ、ベルリン宣言によって、既存のドイツ中央政府および地方政府の権限は停止された。
これを受けて、ドイツ東部を占領したソビエト連邦軍によって設置された在独ソ連軍政府は1945年7月、連合国軍の分割占領下にあったベルリンを除く各地区に独自の地方政府を置き、1949年のドイツ民主共和国成立によって、連邦制を採用した東ドイツの州（Länder）となった。
しかし、東ドイツを実質的に支配していたドイツ社会主義統一党は中央集権的な単一国家の建設を志向していたため、1952年7月25日にドイツ民主共和国憲法が改正されて州は解体され、14の県 (Bezirke)と東ベルリンとに再編された。
州の解体によって、各州の州議会は県議会（Räte der Bezirke）に、東ベルリンの行政機能を行使していたベルリン市参事会は「東ベルリン市参事会」へと改組されたほか、1958年には連邦制の名残だった共和国参議院までもが廃止され、1968年と1974年に行われた憲法改正を経て、1989年のベルリンの壁崩壊まで、連邦制はドイツ民主共和国において徹底的に排除された。
1990年3月に同国初の自由選挙が実施されてドイツ再統一を主張する保守連合「ドイツ連合」が勝利すると、1990年7月23日に県を統合した上で境界を調整して新たに5州（新連邦州）が設置された。人民議会は8月23日に新連邦州が西ドイツ基本法第23条に基づいて10月3日にドイツ連邦共和国に加盟すると決議したことでドイツ再統一が達成され、新連邦州は再統一されたドイツ連邦共和国を構成する連邦州となった。

## 1945年から1952年までの州

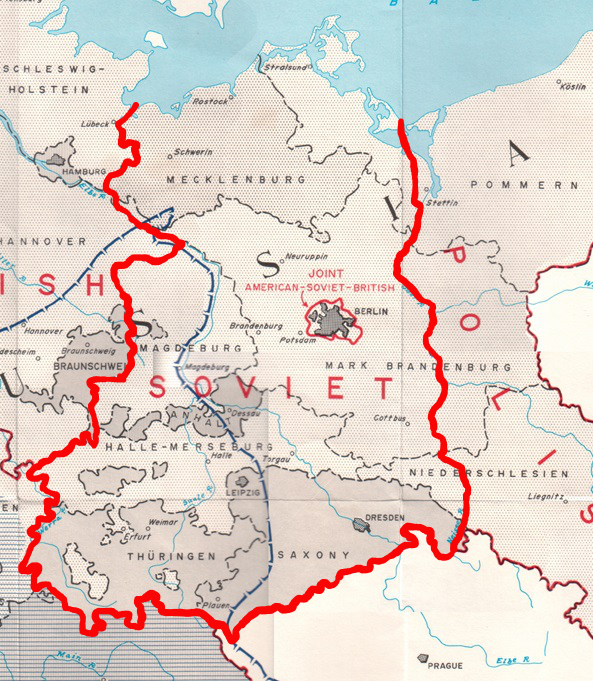
ソビエト占領地域（赤枠内）に存在したドイツ国の州（1945年）

ヴァイマル共和政におけるドイツ国の州（1925年）

1945年7月9日、在独ソ連軍政府はテューリンゲン州、メクレンブルク州、ザクセン州とプロイセン自由州内にあったザクセン県とブランデンブルク県に独自の地方政府を設置した。このうち、ザクセン県とマルク・ブランデンブルク県は1947年2月25日の連合国管理委員会法第46号によるプロイセン自由州の解体や、ソビエト占領地域に存在したアンハルト自由州やブラウンシュヴァイク自由州の一部地域などとの統合によって、ザクセン＝アンハルト州とブランデンブルク州に昇格した。
一方、連合国軍の分割占領下にあった東ベルリンは国際法上、ソビエト占領地域の一部とみなされていたため、5つの州のいずれにも属さない独立した地域とされた。
1952年まで存在したのは次の5つの州である。
| 州名                   | 州都                                                        | 面積       | 州旗 | 紋章 | 州憲法     | 備考                                                                                           |
| ---------------------- | ----------------------------------------------------------- | ---------- | ---- | ---- | ---------- | ---------------------------------------------------------------------------------------------- |
| メクレンブルク州       | シュヴェリーン                                              | 23.402 km² |      |      | 1947年憲法 | 1945年から1947年までの名称は「メクレンブルク＝フォアポンメルン州」                             |
| ブランデンブルク州     | ポツダム                                                    | 27.612 km² |      |      | 1947年憲法 | 1945年から1947年までの名称は「マルク・ブランデンブルク県」および「マルク・ブランデンブルク州」 |
| ザクセン＝アンハルト州 | ハレ                                                        | 24.576 km² |      |      | 1947年憲法 | 1945年から1947年までの名称は「ザクセン県」および「ザクセン＝アンハルト州」                     |
| ザクセン州             | ドレスデン                                                  | 17.004 km² |      |      | 1947年憲法 |                                                                                                |
| テューリンゲン州       | ヴァイマル（1945年 - 1950年） エアフルト（1950年 - 1952年） | 15.585 km² |      |      | 1946年憲法 |                                                                                                |

地方政府の発足に合わせて、「諮問会議」と呼ばれる予備議会が任命され、州議会選挙後の最初の州議会の会議まで、ソビエト軍政府から任命された政権を監督した。ドイツ社会主義統一党以外の政党がかなりの不利益を被ったにもかかわらず、この合理的な自由選挙で望ましい絶対多数を達成できなかった後、ザクセン＝アンハルトではキリスト教民主同盟とドイツ自由民主党を加えた政府さえ形成された。後に選挙制度はドイツ社会主義統一党が有利になるように変更され、すべての政党が合同して選挙連合「国民戦線」を結成した上で行い、候補者リストもあらかじめ体制側が決めた議席配分に基づくものに置き換えられた。そのため、選挙はドイツ社会主義統一党率いる翼賛体制への信任投票に過ぎず、ドイツ社会主義統一党の指導的地位への法的根拠を保証するものとされた。

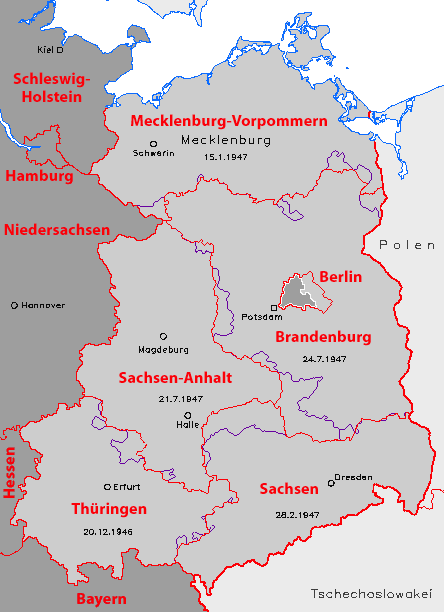
1947年-1952年の州境
1990年以降の州境

1946年12月から1947年2月にかけて、各州は独自の憲法を制定した。このうち、「メクレンブルク＝フォアポンメルン州」では戦後のドイツとポーランド人民共和国との国境として設定されたオーデル・ナイセ線よりも東側の旧ドイツ領を話題にすることは、ソ連占領地域において絶対的なタブーと見なされるようになった。このため、オーデル・ナイセ線よりも東まで広がる「ポンメルン」という地域名称は忌避され、1947年に州の名称が元の「メクレンブルク州」に戻されることになった。

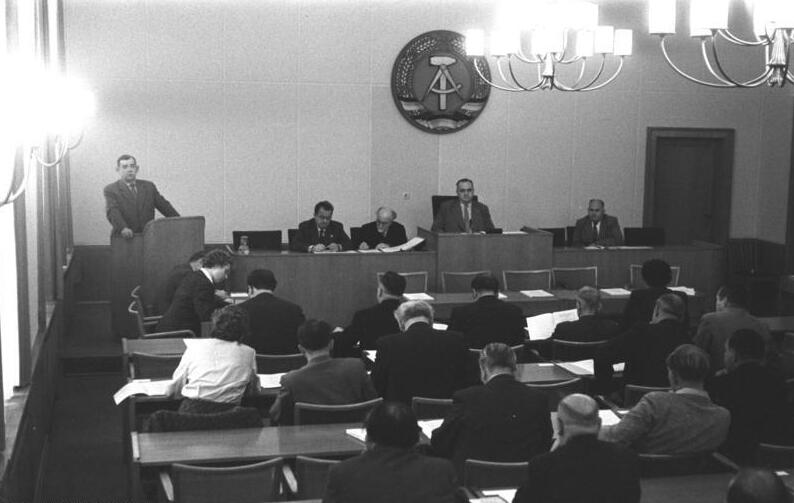
共和国参議院（1958年）

1949年にドイツ民主共和国は西ドイツと同じ連邦制の国家として成立したものの、各州の自治権は西ドイツに加盟した連邦州のそれよりも大幅に制限され、ほとんどの権限を中央政府に委譲した。ドイツ民主共和国憲法の規定に基づき、各州は中央政府の管轄に属さない分野において独自の法律を制定することができた。また、各州から選出された代表者による共和国参議院には人民議会が制定した法律に対して拒否権を行使する権利を持っていたが、拒否権を行使したとしても人民議会によって却下されるのが常だった。
1950年10月15日に行われた州議会選挙では、各州で国民戦線が100％に近い得票率を獲得した。1952年7月23日、「国家機構の民主化に関する法律」が成立し、5つの州は廃止されて14の県に再編されることになった。
州が廃止された後も共和国参議院は命脈を保ってはいたが、1958年12月に「共和国参議院廃止法」が成立したことで消滅した。また、1968年と1974年に行われた憲法改正を経て、1989年のベルリンの壁崩壊まで、連邦制はドイツ民主共和国において徹底的に排除され、「民主集中制」による中央集権国家となっていた。

## 新連邦州の設置
1990年3月に東ドイツでは最初で最後となる自由選挙が実施されてドイツ再統一を主張する保守連合「ドイツ連合」が勝利すると、1990年7月22日に「州再設置法」が成立した。この法律に基づいて、それまでの14県を統合して境界を再調整し、1952年に廃止された5州を新連邦州として復活することになった。この時、かつてのメクレンブルク州に相当する区域の名称が1945年から1947年まで使われていた「メクレンブルク＝フォアポンメルン州」となったほか、境界再調整の過程で住民投票が行われ、帰属先を決めた地域もあった。
その後、人民議会は8月23日に新連邦州が西ドイツ基本法第23条に基づいて10月3日にドイツ連邦共和国に加盟することを決議。10月3日をもってドイツ再統一が達成され、新連邦州は再統一されたドイツ連邦共和国を構成する連邦州となった。